# Floorball Deutschland Pokal 2020/21
Der Floorball Deutschland Pokal 2020/21 war die 14. Spielzeit des Floorball Deutschland Pokals. Diese Saison nahmen 81 Mannschaften teil.
Aufgrund des Abbruchs des letzten Pokals durch die Corona-Pandemie ging wieder die Lilienthaler Wölfe als Titelverteidiger in den Wettbewerb.
Am 5. März 2021 wurde neben den Bundesligen auch der Pokal abgebrochen.

## Teilnehmer
| Bundesliga | 2. Bundesliga | Regionalliga | Verbandsliga/ nur Pokal |
| Gruppe Nord | | | |
| MFBC Leipzig DJK Holzbüttgen ETV Piranhhas Hamburg Red Devils Wernigerode Berlin Rockets (Ausrichter) Blau-Weiß 96 Schenefeld | TV Eiche Horn Bremen USV Halle Saalebiber PSV 90 Dessau SCS Berlin Hannover Mustangs Baltic Storms Lilienthaler Wölfe TSG Füchse Quedlinburg FBC Havel                      | Gettorfer TV ETV Piranhhas Hamburg II/III TSC Wellingsbüttel SG TSV Schwarzenbek / TSV Glinde Baltic Storms II Hannover 96 TV Eiche Horn Bremen II MTV Mittelnkirchen ATS Buntentor Knights TV Dinklage TB Uphusen Vikings BSV Roxel Berlin Rockets (Laikas Berlin) SG UHC Berlin/VfL Tegel Eisbären Juniors Berlin SG Regenbogen West-Berlin Floorball Tigers Magdeburg                               | PSV Flensburg SG TSV Tetenbüll / SV Hemmingstedt TuS Gaarden TG Lauenburg UC Braunschweig SG Osnabrück/ Bielefeld Floorball Grizzlys Salzwedel Black Lions Landsberg UHC Elster |
| Gruppe Süd | | | |
| UHC Sparkasse Weißenfels VfL Red Hocks Kaufering Floor Fighters Chemnitz TV Schriesheim SSF Dragons Bonn SC DHfK Leipzig      | Unihockey Igels Dresden TSV Tollwut Ebersgöns Dümptener Füchse FC Rennsteig Avalanche Donau-Floorball Ingolstadt/Nordheim Sportvg Feuerbach USV TU Dresden FC Stern München | SSF Dragons Bonn II ASV Köln DJK Holzbüttgen II TSG Erlensee 1874 TSV 1899 Griedel Frankfurt Falcons Floorball Mainz MTV 1846 Gießen SV Espenau Rangers Floor Fighters Chemnitz II MFBC Schkeuditz/Leipzig Unihockey Igels Dresden II UHC Döbeln 06 UHC Sparkasse Weißenfels II Giant Sharks Tübingen-Karlsruhe TSV Calw Lions SG Schriesheim/Mannheim Lumberjacks Rohrdorf VfL Red Hocks Kaufering II | SG Hochdahl/Aachen Phönix Leipzig Bautzen Bears USV Halle Saalebiber II SC DHfK Leipzig II Black Pitballs Sankt Wendel FBC Heidelberg                                           |

## 1. Runde
In der ersten Runde spielten 64 Teams um den Einzug in die 2. Runde. Die zwölf Bundesligisten starten erst in der 2. Runde. Zudem erhielten vier Mannschaften ein Freilos und die Berlin Rockets sind als Ausrichter des Final4s bereits für jenes qualifiziert.

### Gruppe Nord
| 12. September 2020 13:00 Uhr |  | Eisbären Juniors Berlin (III) | 3:7 (1:0, 1:3, 1:4) Spielbericht | UC Braunschweig (nP) | GS Konrad-Wolf-Straße, Berlin Zuschauer: 3 |

| 12. September 2020 14:00 Uhr |  | SG TSV Schwarzenbek / TSV Glinde (III) | 5:16 (2:6, 2:5, 1:5) Spielbericht | Gettorfer TV (III) | Sporthalle Buschkoppel, Schwarzenbek Zuschauer: 1 |

| 12. September 2020 14:00 Uhr |  | SG UHC Berlin/VfL Tegel (III) | 3:23 (0:5, 2:8, 1:10) Spielbericht | BSV Roxel (III) | Borsigwalder Grundschule, Berlin Zuschauer: 1 |

| 12. September 2020 15:00 Uhr |  | SCS Berlin (II) | 4:3 n. V. (1:1, 1:1, 1:1, 1:0) Spielbericht | Lilienthaler Wölfe (II) | Sport Centrum Siemensstadt, Berlin Zuschauer: 50 |

| 12. September 2020 16:00 Uhr |  | TV Eiche Horn II (III) | 5:4 n. V. (1:1, 1:2, 2:1, 1:0) Spielbericht | UHC Elster (IV) | Sportzentrum Eiche Horn, Bremen Zuschauer: 1 |

| 12. September 2020 16:30 Uhr |  | Floorball Tigers Magdeburg (III) | 7:4 (1:0, 2:2, 4:2) Spielbericht | TSC Wellingsbüttel (III) | von-Siemens-Gymnasium, Magdeburg Zuschauer: 1 |

| 12. September 2020 17:00 Uhr |  | TB Uphusen Vikings (III) | 4:7 (2:0, 1:7, 1:0) Spielbericht | MTV Mittelnkirchen (III) | Sporthalle Arenkamp, Achim Zuschauer: 6 |

| 12. September 2020 18:00 Uhr |  | TSG Füchse Quedlinburg (II) | 8:5 (2:0, 4:2, 2:3) Spielbericht | PSV 90 Dessau (II) | Ernst-Bremmel-Halle, Harzgerode Zuschauer: 56 |

| 12. September 2020 18:00 Uhr |  | Black Lions Landsberg (IV) | 5:20 (3:5, 2:9, 0:6) Spielbericht | Hannover Mustangs (II) | Gymnasiumsporthalle, Landsberg Zuschauer: 1 |

| 12. September 2020 19:00 Uhr |  | USV Halle Saalebiber (II) | 12:6 (5:3, 3:0, 4:3) Spielbericht | Baltic Storms (II) | Bothfelder Sporthalle, Hannover Zuschauer: 40 |

| 13. September 2020 13:00 Uhr |  | SG TSV Tetenbüll / SV Hemmingstedt (IV) | 3:5 (2:2, 1:1, 0:2) Spielbericht | TV Eiche Horn Bremen (II) | Sportzentrum Hemmingstedt, Hemmingstedt Zuschauer: 1 |

| 13. September 2020 14:00 Uhr |  | Berlin Rockets (Laikas Berlin) (III) | 13:2 (2:1, 6:0, 5:1) Spielbericht | Floorball Grizzlys Salzwedel (IV) | Sporthalle Monumentenstraße, Berlin Zuschauer: 4 |

| 13. September 2020 15:00 Uhr |  | TV Dinklage (III) | 4:7 (0:1, 2:4, 2:2) Spielbericht | SG Osnabrück/Bielefeld (nP/IV) | TVD Sportpark 04, Dinklage Zuschauer: 50 |

| 13. September 2020 16:00 Uhr |  | Hannover 96 (III) | 11:8 (1:3, 3:4, 7:1) Spielbericht | FBC Havel (II) | Leibnizschule, Hannover Zuschauer: 12 |

| 13. September 2020 16:00 Uhr |  | PSV Flensburg (IV) | 3:6 (3:1, 0:2, 0:3) Spielbericht | ETV Piranhhas Hamburg II/III (III/IV) | Sporthalle der Handelslehranstalt, Flensburg Zuschauer: 1 |

| 13. September 2020 18:00 Uhr |  | Baltic Storms II (III) | 5:2 (1:0, 2:1, 2:1) Spielbericht | ATS Buntentor Knights (III) | Tallinhalle, Kiel Zuschauer: 1 |

### Gruppe Süd
| 12. September 2020 17:00 Uhr |  | MFBC Schkeuditz/Leipzig (III) | 4:5 (1:2, 1:3, 2:0) Spielbericht | UHC Döbeln 06 (III) | Dreifeld Schulsporthalle, Schkeuditz Zuschauer: 0 |

| 12. September 2020 14:00 Uhr |  | SC DHfK Leipzig II (IV) | 1:3 (0:1, 0:1, 1:1) Spielbericht | ASV Köln (III) | Sporthalle am Rabet, Leipzig Zuschauer: 10 |

| 12. September 2020 15:00 Uhr |  | Phönix Leipzig (IV) | 5:13 (0:6, 3:0, 2:7) Spielbericht | Frankfurt Falcons (III) | 68. Mittelschule, Leipzig Zuschauer: 1 |

| 12. September 2020 14:00 Uhr |  | Black Pitballs Sankt Wendel (nP) | 2:14 (1:2, 0:2, 1:10) Spielbericht | FC Rennsteig Avalanche (II) | Sporthalle Gustav-Stresemann-Wirtschaftsschule, Mainz Zuschauer: 1 |

| 12. September 2020 17:00 Uhr |  | Unihockey Igels Dresden (II) | 7:3 (1:2, 2:1, 4:0) Spielbericht | Donau-Floorball Ingolstadt/Nordheim (II) | Ehrenfried-Walther-von-Tschirnhaus-Gymnasium, Dresden Zuschauer: 32 |

| 12. September 2020 18:00 Uhr |  | Floorball Mainz (III) | 4:3 (2:0, 2:1, 0:2) Spielbericht | FBC Heidelberg (nP) | Sporthalle Gustav-Stresemann-Wirtschaftsschule, Mainz Zuschauer: 1 |

| 13. September 2020 13:00 Uhr |  | SG Schriesheim/Mannheim (III) | 3:5 (0:3, 1:0, 2:2) Spielbericht | USV TU Dresden (II) | Mehrzweckhalle Schriesheim, Schriesheim Zuschauer: 1 |

| 13. September 2020 13:00 Uhr |  | Floor Fighters Chemnitz II (III) | 2:17 (1:8, 1:4, 0:5) Spielbericht | TSV Tollwut Ebersgöns (II) | Jahnbaude, Chemnitz Zuschauer: 27 |

| 13. September 2020 14:00 Uhr |  | Unihockey Igels Dresden II (III) | 17:4 (4:0, 6:3, 7:1) Spielbericht | MTV 1846 Gießen (III) | Hans-Erlwein-Gymnasium, Dresden Zuschauer: 20 |

| 13. September 2020 14:00 Uhr |  | DJK Holzbüttgen II (III) | 0:16 (0:5, 0:6, 0:5) Spielbericht | SSF Dragons Bonn II (III) | Halle am Bruchweg, Kaarst Zuschauer: 1 |

| 13. September 2020 15:00 Uhr |  | Bautzen Bears (IV) | 4:5 n. V. (2:1, 1:1, 1:2, 0:1) Spielbericht | USV Halle Saalebiber II (IV) | Mehrzweckhalle Am Schützenplatz, Bautzen Zuschauer: 43 |

| 13. September 2020 15:00 Uhr |  | SV Espenau Rangers (III) | 9:7 (4:1, 2:2, 3:4) Spielbericht | TSV 1899 Griedel (III) | Sporthalle Goethestrasse Espenau, Espenau-Hohenkirchen Zuschauer: 30 |

| 26. September 2020 16:00 Uhr |  | Lumberjacks Rohrdorf (III) | 7:5 (1:3, 3:1, 3:1) Spielbericht | TSV Calw Lions (III) | Sporthalle Turner Hölzl, Rohrdorf (am Inn) Zuschauer: 1 |

| 27. September 2020 14:00 Uhr |  | FC Stern München (II) | 8:7 n. V. (1:2, 2:2, 4:3, 1:0) Spielbericht | Dümptener Füchse (II) | Sporthalle Turner Hölzl, Rohrdorf (am Inn) Zuschauer: 30 |

| 4. Oktober 2020 14:00 Uhr |  | TSG Erlensee (III) | 8:3 (3:0, 0:1, 5:2) Spielbericht | UHC Sparkasse Weißenfels II (III) | Großsporthalle Erlensee, Erlensee Zuschauer: 50 |

|  |  | VfL Red Hocks Kaufering II (III) | hat nicht stattgefunden | SG Hochdahl/Aachen (nP/IV) |  |

## 2. Runde

### Gruppe Nord
| 7. November 2020 15:00 Uhr |  | ETV Piranhhas Hamburg II/III (III/IV) | nicht stattgefunden | Berlin Rockets (Laikas Berlin) (III) | Sporthalle Hoheluft, Hamburg |

| 10. Oktober 2020 14:00 Uhr |  | TG Lauenburg (nP) | 1:27 (0:6, 0:13, 1:8) Spielbericht | DJK Holzbüttgen (I) | Albinus-Gemeinschaftsschule, Lauenburg Zuschauer: 39 |

| 10. Oktober 2020 15:00 Uhr |  | Hannover 96 (III) | 2:20 (0:7, 1:7, 1:6) Spielbericht | MFBC Leipzig (I) | Leibnizschule, Hannover Zuschauer: 25 |

| 10. Oktober 2020 15:00 Uhr |  | Blau-Weiß 96 Schenefeld (I) | 10:5 (4:0, 3:5, 3:0) Spielbericht | SCS Berlin (II) | Schulzentrum Achter de Weiden, Schenefeld Zuschauer: 50 |

| 10. Oktober 2020 14:30 Uhr |  | TV Eiche Horn Bremen (II) | 12:2 (3:1, 4:0, 5:1) Spielbericht | SG Osnabrück/Bielefeld (nP/IV) | Sportzentrum Eiche Horn, Bremen Zuschauer: 1 |

| 10. Oktober 2020 16:30 Uhr |  | Floorball Tigers Magdeburg (III) | 10:3 (3:0, 4:2, 3:1) Spielbericht | UC Braunschweig (nP) | von-Siemens-Gymnasium, Magdeburg Zuschauer: 1 |

| 10. Oktober 2020 19:00 Uhr |  | ETV Piranhhas Hamburg (I) | 8:4 (0:1, 3:2, 5:1) Spielbericht | Hannover Mustangs (II) | Sporthalle Hoheluft, Hamburg Zuschauer: 82 |

| 7. November 2020 19:00 Uhr |  | TV Eiche Horn II (III) | nicht stattgefunden | USV Halle Saalebiber (II) | Sportzentrum Eiche Horn, Bremen |

| 11. Oktober 2020 14:00 Uhr |  | Baltic Storms II (III) | 4:11 (1:1, 0:5, 3:5) Spielbericht | TSG Füchse Quedlinburg (II) | Tallinhalle, Kiel Zuschauer: 20 |

| 11. Oktober 2020 15:00 Uhr |  | BSV Roxel (III) | 15:5 (2:2, 9:1, 4:1) Spielbericht | TuS Gaarden (nP) | Schulzentrum Roxel, Münster Zuschauer: 23 |

| 11. Oktober 2020 15:00 Uhr |  | MTV Mittelnkirchen (III) | 6:8 (0:5, 3:1, 3:2) Spielbericht | Gettorfer TV (III) | Schulzentrum Lühe, Steinkirchen Zuschauer: 46 |

| 8. November 2020 15:00 Uhr |  | SG Regenbogen West-Berlin (III) | nicht stattgefunden | Red Devils Wernigerode (I) | Sport Centrum Siemensstadt, Berlin |

### Gruppe Süd
| 10. Oktober 2020 16:00 Uhr |  | UHC Döbeln 06 (III) | 2:5 (0:2, 2:1, 0:2) Spielbericht | Unihockey Igels Dresden (II) | Stadtsporthalle, Döbeln Zuschauer: 87 |

| 10. Oktober 2020 16:00 Uhr |  | SSF Dragons Bonn II (III) | 6:9 (4:0, 1:5, 1:4) Spielbericht | TSV Tollwut Ebersgöns (II) | Sportpark Nord, Bonn Zuschauer: 1 |

| 10. Oktober 2020 17:30 Uhr |  | ASV Köln (III) | 4:9 (0:3, 4:4, 0:2) Spielbericht | Frankfurt Falcons (III) | ASV-Halle, Köln Zuschauer: 1 |

| 11. Oktober 2020 13:00 Uhr |  | Unihockey Igels Dresden II (III) | 0:10 (0:4, 0:2, 0:4) Spielbericht | VfL Red Hocks Kaufering (I) | 25. Oberschule, Dresden Zuschauer: 23 |

| 11. Oktober 2020 13:00 Uhr |  | VfL Red Hocks Kaufering II (III) | 14:6 (2:2, 3:3, 9:1) Spielbericht | FC Rennsteig Avalanche (II) | Sportzentrum Kaufering, Kaufering Zuschauer: 74 |

| 11. Oktober 2020 14:00 Uhr |  | Floorball Mainz (III) | 2:18 (2:4, 0:8, 0:6) Spielbericht | Floor Fighters Chemnitz (I) | Sporthalle Gustav-Stresemann-Wirtschaftsschule, Mainz Zuschauer: 30 |

| 11. Oktober 2020 14:00 Uhr |  | Giant Sharks Tübingen-Karlsruhe (III/nP) | 6:7 n. V. (4:3, 0:3, 2:0, 0:1) Spielbericht | FC Stern München (II) | Rheinstrandhalle, Karlsruhe Zuschauer: 1 |

| 11. Oktober 2020 15:00 Uhr |  | SV Espenau Rangers (III) | 2:26 (0:7, 0:6, 2:13) Spielbericht | UHC Sparkasse Weißenfels (I) | Sporthalle Goethestrasse Espenau, Espenau-Hohenkirchen Zuschauer: 50 |

| 11. Oktober 2020 15:30 Uhr |  | Lumberjacks Rohrdorf (III) | 9:1 (3:0, 3:1, 3:0) Spielbericht | USV Halle Saalebiber II (IV) | Sporthalle Turner Hölzl, Rohrdorf (am Inn) Zuschauer: 15 |

| 11. Oktober 2020 16:00 Uhr |  | Sportvg Feuerbach (II) | 3:19 (1:6, 1:4, 1:9) Spielbericht | SSF Dragons Bonn (I) | Hugo-Kunzi-Halle, Stuttgart-Feuerbach Zuschauer: 50 |

| 8. November 2020 16:00 Uhr |  | SC DHfK Leipzig (I) | nicht stattgefunden | TV Schriesheim (I) | Sporthalle am Rabet, Leipzig |

| 11. Oktober 2020 16:00 Uhr |  | USV TU Dresden (II) | 6:5 n. V. (1:3, 2:1, 2:1, 1:0) Spielbericht | TSG Erlensee (III) | EnergieVerbund Arena, Dresden Zuschauer: 1 |

## 3. Runde

### Gruppe Nord
| 7. November 2020 16:30 Uhr |  | Floorball Tigers Magdeburg (III) | nicht stattgefunden | MFBC Leipzig (I) | von-Siemens-Gymnasium, Magdeburg |

| 7. November 2020 19:00 Uhr |  | Blau-Weiß 96 Schenefeld (I) | nicht stattgefunden | ETV Piranhhas Hamburg (I) | Schulzentrum Achter de Weiden, Schenefeld |

| 8. November 2020 15:00 Uhr |  | BSV Roxel (III) | nicht stattgefunden | TSG Füchse Quedlinburg (II) | Schulzentrum Roxel, Münster |

| 8. November 2020 15:00 Uhr |  | Gettorfer TV (III) | nicht stattgefunden | TV Eiche Horn Bremen (II) | Schulzentrum, Gettorf |

| Dezember 2020 00:00 Uhr |  | Sieger aus ETV Piranhhas Hamburg II/III (III/IV) gegen Berlin Rockets (Laikas Berlin) (III) | nicht stattgefunden | Sieger aus SG Regenbogen West-Berlin (III) gegen Red Devils Wernigerode (I) |  |

| Dezember 2020 00:00 Uhr |  | Sieger aus TV Eiche Horn II (III) gegen USV Halle Saalebiber (II) | nicht stattgefunden | DJK Holzbüttgen (I) |  |

### Gruppe Süd
| 7. November 2020 14:30 Uhr |  | FC Stern München (II) | nicht stattgefunden | VfL Red Hocks Kaufering (I) | Sporthalle Berufsschule ALS 3, München |

| 7. November 2020 18:00 Uhr |  | VfL Red Hocks Kaufering II (III) | nicht stattgefunden | UHC Sparkasse Weißenfels (I) | Sportzentrum Kaufering, Kaufering |

| 7. November 2020 18:00 Uhr |  | SSF Dragons Bonn (I) | nicht stattgefunden | USV TU Dresden (II) | Sportpark Nord, Bonn |

| 7. November 2020 18:00 Uhr |  | Unihockey Igels Dresden (II) | nicht stattgefunden | TSV Tollwut Ebersgöns (II) | 121. Oberschule, Dresden |

| 8. November 2020 00:00 Uhr |  | Lumberjacks Rohrdorf (III) | nicht stattgefunden | Floor Fighters Chemnitz (I) | Sporthalle Turner Hölzl, Rohrdorf (am Inn) |

| Dezember 2020 00:00 Uhr |  | Frankfurt Falcons (III) | nicht stattgefunden | Sieger aus SC DHfK Leipzig (I) gegen TV Schriesheim (I) |  |

## Achtelfinale
| 19. Dezember 2020 00:00 Uhr |  |  | nicht stattgefunden |  |  |

| 19. Dezember 2020 00:00 Uhr |  |  | nicht stattgefunden |  |  |

| 19. Dezember 2020 00:00 Uhr |  |  | nicht stattgefunden |  |  |

| 20. Dezember 2020 00:00 Uhr |  |  | nicht stattgefunden |  |  |

| 20. Dezember 2020 00:00 Uhr |  |  | nicht stattgefunden |  |  |

| 20. Dezember 2020 00:00 Uhr |  |  | nicht stattgefunden |  |  |

## Viertelfinale
| 16. Januar 2021 00:00 Uhr |  |  | nicht stattgefunden |  |  |

| 16. Januar 2021 00:00 Uhr |  |  | nicht stattgefunden |  |  |

| 17. Januar 2021 00:00 Uhr |  |  | nicht stattgefunden |  |  |

## Final 4
Das Final4 sollte in der Max-Schmeling-Halle, Berlin ausgetragen werden. Die Berlin Rockets waren bereits als Ausrichter des Final4s für jenes qualifiziert.

### Halbfinale
| 6. März 2021 00:00 Uhr |  |  | nicht stattgefunden |  |  |

| 6. März 2021 00:00 Uhr |  |  | nicht stattgefunden |  |  |

### Finale
| 7. März 2021 00:00 Uhr |  |  | nicht stattgefunden |  |  |